# 弗雷德里克·布莱克曼
弗雷德里克·弗罗斯特·布莱克曼（英語：Frederick Frost Blackman，1866年7月25日—1947年1月30日），英国植物生理学家， 皇家学会院士。

## 生平
1907年11月19日出生于英国英格兰大伦敦内伦敦兰贝斯区。父亲为医生。1883年至1887年在伦敦圣巴塞洛缪医院学习医学。1887年至1891年在剑桥大学学习，获自然科學博士学位。其后历任剑桥大学助教、准教授、教授。
1906年当选为皇家学会院士，1917年结婚，1921年获得皇家獎章。1947年1月30日在剑桥病逝。

## 布莱克曼限制因子定律
1905年，布莱克曼通过研究光强、二氧化碳浓度和温度对光合速率的影响，提出了“限制因子定律”。即生态因子低于最低状态时，生理现象全部停止。